# François Antoine Rauch
Pour les articles homonymes, voir Rauch.
François Antoine Rauch, né le 23 mai 1762 à Bitche et mort le 24 février 1837 à Paris, est le père fondateur de la pensée écologique française. Il a postulé la théorie de l'influence de la végétation sur le climat.

## Biographie
En 1783, il entre comme auditeur libre à l’École des Ponts. Il occupe ensuite des postes dans les États de Liège et dans le Roussillon, avant de retourner comme élève à l’École des Ponts en 1792.
Géographe du service des Ponts et chaussées en poste dans les Pyrénées-Orientales en 1792. Il est ensuite nommé dans la Meurthe. En 1799, il est nommé à un nouveau poste mais refuse de quitter la Meurthe et est placé en disponibilité. En 1802, il accepte un poste dans le Bas-Rhin. Il est devenu ingénieur en chef du service ordinaire des Ponts et chaussées en 1804. Il quitte définitivement les Ponts en 1810 après avoir refusé une nouvelle affectation. Il cultive en parallèle le tabac et la betterave sucrière dans sa propriété de Vergaville. Il est ingénieur retraité en 1818.
Il est membre de la Société Économique de Paris et correspondant épistolaire de Parmentier en 1792.
Il est le créateur et directeur de la publication des Annales européennes de physique végétale et d'économie publique (1821-1827), périodique largement consacré au climat.
Il meurt dans la pauvreté en 1837.

## Les premiers éléments d'une doctrine écologique

### Nourrir la France
Sa première apparition dans le débat des idées est un opuscule rédigé avant la Révolution et soumis en 1790 aux autorités des Pyrénées-Orientales (auxquelles il avait antérieurement proposé deux mémoires sur l'organisation des travaux publics), puis imprimé à frais d'auteur et "présenté à l'assemblée nationale, au Roi, à tous les ministres, et envoyé à tous les départements et districts" en 1792. Intitulé Plan Nourricier, ce texte est le produit d'une triple source d'inspiration : l'influence physiocratique, le rousseauisme, et une sensibilité que l'on peut qualifier de pré-Saint-Simonienne.
Pour conjurer le spectre de la disette, l'auteur subordonne la libre circulation des grains à la constitution de stocks publics de farine dans des "greniers d'abondance" dont il préconise l'érection dans chaque chef-lieu de canton. La quantité et la qualité de cette farine seraient accrues par l'adoption du procédé de la "mouture économique". Il élargit sa réflexion à un éloge du progrès scientifique et de l'exploration des richesses de la terre qu'il faut acclimater en France, afin de "propager les lumières et se transmettre réciproquement toutes les connaissances qui peuvent tendre à améliorer le sort du genre humain".

### Les dangers de la déforestation
Il s'inquiète également des nuisances écologiques produites par le déboisement résultant du "danger de la vente des  forêts nationales".
C'est ce dernier angle d'analyse qu'il approfondit ultérieurement dans ses deux ouvrages majeurs, Harmonie hydro-végétale et météorologique (1802) et Régénération de la nature végétale (1818). Établissant une relation directe entre la déforestation et l'augmentation des intempéries, il lance un appel à la sauvegarde de la nature dans l'intérêt de l'espèce humaine. Il dénonce les déboisements massifs entrepris sur les différents continents, et milite pour la reconstitution et la protection des espaces boisés. Dans la même logique, il se fait le défenseur des espaces humides et marécageux, qu'il faut assainir sans les assécher. Ces convictions conduisent Rauch jusqu'à formuler une politique et une esthétique du paysage, où l'arbre, “prairie aérienne”, joue évidemment un rôle essentiel : "De leurs cimes attractives, ils commandent au loin aux eaux voyageuses de l'atmosphère de venir verser dans leurs urnes protectrices." À ce titre, il est donc aussi un précurseur de l'écologie du paysage.

### Le dérangement climatique
Le déboisement dérègle le cycle de l'eau, accroît l'humidité de l'atmosphère qui s'accumule sous forme de neige en haut des montagnes ou de glace aux pôles, et modifie donc le climat, multipliant les tempêtes et les ouragans, avec des conséquences au niveau planétaire.
La revue Les annales européennes de physique végétale et d'économie publique qu'il crée en 1821 lui permet d'approfondir ce thème d'une dégradation du climat causée par l'humanité. Pour relayer ses idées, Rauch bénéficie de l'appui de nombreuses sociétés savantes provinciales et d'articles élogieux dans la presse de l'époque. Les famines de 1816 et 1817, qui ont mené à des troubles sociaux, ont également sensibilisé l'opinion publique à ces problèmes.

### François-Antoine Rauch entrepreneur
Rauch ne s'est pas limité à cette œuvre de théoricien. Il semble avoir aussi lancé les jalons d'une écologie active. En 1824, il tente de fonder une Société de fructification générale de la terre et des eaux de la France afin d'obtenir la concession de toutes les terres incultes aux mains de l’État et des communes et de les mettre en valeur, mais ne parvient pas à réunir le capital nécessaire afin de créer une société anonyme. Il tente de relancer le projet en 1826, en créant la Compagnie de fructification des terrains vagues et incultes et des eaux de France sous forme de société en commandite par actions, associé à Michel Duverdier de Vauprivas, roi d'armes de France. Il convainc quelques investisseurs, mais ne parvient pas à racheter suffisamment de terrain. Il fait alors une troisième tentative pour créer la Compagnie de dessèchement et de défrichement (des marais, des dunes, des terrains vagues), mais ne parvient à nouveau pas à réunir le capital minimal. Pour sa quatrième et dernière tentative, il parvient à s'entourer de personnages influents comme Charles Fourier ou Charles-François Brisseau de Mirbel et crée la Compagnie générale de dessèchement, qui parviendra à réunir un capital de près de deux millions de francs, à lancer des opérations dans 14 départements, et fonctionnera jusqu'au milieu des années 1840. Mais Rauch sera forcé d'abandonner son poste de gérant et de quitter la société, avant de mourir dans le dénuement.

## Florilège de citations
- "Le profond respect dont je suis pénétré... me permet de parler non seulement des bois dans leur état de mort et de destruction, mais aussi du rapport intime qu'ont les forêts avec l'économie animale, et leur influence visible sur l'harmonie des éléments, c'est-à-dire des feuilles, des fruits qu'elles produisent, des herbes qu'elles font naître, des nuages qu'elles attirent, des sources qu'elles fécondent, des ruisseaux, des rivières qu'elles alimentent, des pâturages qu'elles favorisent, qu'elles protègent, et qui forment les plus riches couverts que la nature nous offre avec le moins de travail" (Plan nourricier, 1792)
- "Aussitôt que l'homme a porté sa hache sacrilège, ou la torche guerrière dans les forêts, il a commencé par altérer la chaleur et la fécondité de la Terre, en diminuant le domaine des animaux... en détruisant des végétaux, dans lesquels circulait sans cesse le feu de la vie... L'homme, insensible dans ses destructions, est loin de songer qu'autant de fois qu'il mutile la nature, autant de fois il commet un crime envers sa postérité, dont il diminue les moyens de subsistance" (Harmonie hydrovégétale et météorologique, 1802)

## Publications
- Plan nourricier, ou Recherches sur les moyens à mettre en usage pour assurer à jamais le pain au peuple français, ainsi qu'à rendre le commerce des blés vraiment légal, et par conséquent libre et indépendant (Paris, Didot jeune, 1792, 119 p) ; texte disponible sur Gallica.
- Procédés de la fabrication des armes blanches, publiés par ordre du Comité de salut public [(Paris, Impr. du Département de la guerre, an II, 127 p), brochure technique corédigée avec Vandermonde.
- Harmonie hydro-végétale et météorologique: ou recherches sur les moyens de recréer avec nos forêts la force des températures et la régularité des saisons par des plantations raisonnées (Paris, Levrault, 1802, 2 volumes de 375 et 299 pp)
- Régénération de la nature végétale, ou Recherches sur les moyens de recréer, dans tous les climats, les anciennes températures et l'ordre primitif des saisons, par des plantations raisonnées, appuyées de quelques vues sur le ministère que la puissance végétale semble avoir à remplir dans l'harmonie des éléments (Paris, Didot l'Ainé, 1818, 2 volumes de 502 et 398 pp)
- [directeur et rédacteur des] Annales européennes de physique végétale et d'économie publique (Paris, 1821-1827, 13 volumes)